# Мішель Стеффорд
Мішель Стеффорд (англ. Michelle Stafford), (14 вересня 1965 , Чикаго, Іллінойс ) — американська акторка, сценаристка і продюсерка та колишня модель. Продовжує грати Філліс Саммерс у денній мильній опері CBS «Молоді та невгамовні», за яку отримала дві денні нагороди «Еммі». У 2013 році Стеффорд створила власний комедійний вебсеріал «Проєкт Стеффорд» і знялася в ньому. Вона також зіграла Ніну Рівз у денній мильній опері ABC «Головний госпіталь».

## Життєпис та кар'єра
Мішель Стеффорд народилася 1965 року в Чикаго, штат Іллінойс (США). Працювала фотомоделлю в Європі, а в 1990 році дебютувала як акторка в телесеріалі «Племена». У 1994 році отримала свою найвідомішу роль — лиходійки Філліс Саммерс у денній мильній опері «Молоді та зухвалі». Вона залишила шоу в 1997 році, щоб перейти на регулярну роботу в прайм-тайм та кіно. Того ж року вона знялася в телесеріалі Аарона Спеллінга, що недовго проіснував, «Тихі палісади», а потім була гостею в серіалах « Діагноз: вбивство» та «Військово-юридична служба» і з'явилася у фільмі «Подвійний прорахунок».
У 2000 році, не зумівши зробити успішну кар'єру в прайм-тайм, Мішель Стеффорд повернулася в мильну оперу «Молоді та зухвалі» і знімалася в ній аж до середини 2013 року, оголосивши про завершення контракту у травні.
Стеффорд виграла дві премії «Еммі» за свою роботу в «Молодих і зухвалих», у 1997 та 2004 роках, а також номінувалася у 1996, 2003, 2005, 2007, 2008, 2010, 2011 та 2013 роках. Вона також отримала три премії «Дайджесту мильних опер» у категорії «Найкраща лиходійка».
Після залишення «Молодих та зухвалих» Стеффорд випустила власний комедійний серіал «Проєкт Стеффорд». Через рік відпочинку від мильних опер повернулася на телебачення з роллю Ніни Клей, що вийшла з 20-річної коми, в серіалі «Головний госпіталь».

## Діти
Має двох дітей, народжених за допомогою сурогатної матері — доньку Наталію Скаут Лі Стеффорд (нар. 21.12.2009) та сина Джеймсон Джонс Лі Стеффорд (нар. 23.10.2015) .

## Фільмографія
- 1993 — Вплив плоті / Body of Influence — мадам
- 1994 — Встигнути до опівночі / Another Midnight Run — гостя готелю
- 1994 — Агентство моделей / Models Inc
- 1994 — Ренегат — Лорен Джессап
- 1994—1997, 2000—2013, 2019-дотепер — Молоді та зухвалі / The Young and the Restless
- 1997 — Тихі палісади / Pacific Palisades — Джоанна Хедлі
- 1998 — Гравці / Players — Ванесса Еванс
- 1998 — Два хлопці, дівчина та піцерія / Two Guys, a Girl and a Pizza Place
- 1999 — Діагноз: вбивство / Diagnosis: Murder — Айпріл
- 1999 — Військово-юридична служба / JAG — Тріш
- 1999 — Подвійний прорахунок / Double Jeopardy — Сюзанна Монро
- 2000 — Потяг / Attraction
- 2001 — Фрейзер / Frasier — Хізер Мерфі
- 2002 — Справедлива Емі / Judging Amy — Лінда Барнс
- 2002 — Безмовне правосуддя / Cottonmouth — Рене Александр
- 2003 — Товариство анонімних вампірів / Vampires Anonymous — Тафта Мунро
- 2005 — Усі жінки — відьми / Charmed — Манді
- 2007 — Дочки-матері / Like Mother, Like Daughter — Давна Вільямс
- 2008 — Три дні, що минули / 3 Days Gone — детектив Голловей
- 2011 — Двійник / Ringer — Пеггі Льюїс
- 2013 — Паркер / Parker — Філліс Саммерс
- 2013 — Проєкт Стеффорд / The Stafford Project'' — камео (веб-серіал, також сценарист і виконавчий продюсер)
- 2014—2019 — Головний госпіталь / General Hospital — Ніна Ріевс

## Нагороди та номінації
| Рік  | Нагорода                        | Категорія                                                 | Титул             | Результат | Ref.          |
| ---- | ------------------------------- | --------------------------------------------------------- | ----------------- | --------- | ------------- |
| 1996 | Денна премія «Еммі»             | Найкраща жіноча роль другого плану в драматичному серіалі | Молоді та зухвалі | Номінація | [ 9 ]         |
| 1996 | Премія «Дайджест мильної опери» | Видатна жінка-новачок                                     | Молоді та зухвалі | Перемога  | [ 10 ]        |
| 1997 | Денна премія «Еммі»             | Найкраща актриса другого плану в драматичному серіал      | Молоді та зухвалі | Перемога  | [ 11 ]        |
| 1997 | Премія «Дайджест мильної опери» | Видатний лиходій                                          | Молоді та зухвалі | Перемога  | [ 12 ] [ 13 ] |
| 2001 | Премія «Дайджест мильної опери» | Найкраща актриса другого плану                            | Молоді та зухвалі | Номінація |               |
| 2003 | Денна премія Еммі               | Найкраща актриса в драматичному серіалі                   | Молоді та зухвалі | Номінація | [ 14 ]        |
| 2003 | Премія «Дайджест мильної опери» | Outstanding Lead Actress                                  | Молоді та зухвалі | Перемога  | [ 15 ]        |
| 2004 | Денна премія «Еммі»             | Найкраща актриса в драматичному серіалі                   | Молоді та зухвалі | Перемога  | [ 16 ]        |
| 2005 | Денна премія «Еммі»             | Most Irresistible Combination (shared with Peter Bergman) | Молоді та зухвалі | Номінація | [ 17 ]        |
| 2005 | Денна премія «Еммі»             | Найкраща актриса в драматичному серіалі                   | Молоді та зухвалі | Номінація | [ 18 ]        |
| 2005 | Премія «Дайджест мильної опери» | Найкраща акторка, що зіграла головну роль                 | Молоді та зухвалі | Номінація |               |
| 2007 | Денна премія «Еммі»             | Найкраща актриса в драматичному серіалі                   | Молоді та зухвалі | Номінація | [ 19 ]        |
| 2008 | Денна премія «Еммі»             | Найкраща актриса в драматичному серіалі                   | Молоді та зухвалі | Номінація | [ 20 ]        |
| 2010 | Денна премія «Еммі»             | Найкраща актриса в драматичному серіалі                   | Молоді та зухвалі | Номінація | [ 21 ]        |
| 2011 | Денна премія «Еммі»             | Найкраща актриса в драматичному серіалі                   | Молоді та зухвалі | Номінація | [ 22 ]        |
| 2013 | Денна премія «Еммі»             | Найкраща актриса в драматичному серіалі                   | Молоді та зухвалі | Номінація | [ 23 ]        |